# Таленский, Николай Александрович
Николай Александрович Таленский (род. 7 (20) января 1901 Усмань, Тамбовская губерния, Российская империя — 18 июля 1967 Москва, СССР) — советский военный историк и журналист, участник Великой Отечественной войны, генерал-майор (13.03.1943). Профессор.

## Биография
Родился 7 (20) января 1901 года в Усмани Тамбовской губернии в семье школьного учителя. Учился в Усманском реальном училище.
С 1919 года добровольцем вступил в ряды РККА, откуда был направлен в Борисоглебовскую кавалерийскую школу. Участник Гражданской войны, командовал конным корпусом, воевал на Туркестанском и Южном фронтах против армий Махно и Петлюры. В 1920 году после гражданской войны служил в войсковых штабах, затем учился в Военной академии имени М. В. Фрунзе. В 1927 году окончил академию оставлен на подготовку к преподавательской работе. Опубликовал научные статьи о Первой мировой войне. Долгое время работал начальником военно-исторического отдела и в управлении Генерального штаба, входил в редколлегию журнала «Военная мысль». С 1927—1935 гг. начальник учебной части, исполняющий обязанности начальника учебного отдела, начальник штаба Кавалерийской школы имени С. М. Буденного. 
В 1935—1940 гг. руководитель кафедры боевого управления войск, преподавал историю империалистической войны на кафедре военной истории Военной академии имени М. В. Фрунзе. Одновременно с 1939 по 1941 годы был главным редактором «Военно-исторического журнала» 
В 1940 году был назначен на должность начальника военно-исторического отдела Генерального штаба Красной Армии. Всё время Великой Отечественной войны работал в этой должности, одновременно преподавал военную историю в учебных заведениях, консультировал генеральский состав  в наркомате обороны СССР, главный редактор газеты «Красная звезда» (июль 1943 — март 1945). С 1950 года в отставке. Работал в журнале «Международная жизнь» и Институте истории АН СССР. 
Умер 18 июля 1967 года, похоронен в Москве на Новодевичьем кладбище.

## Награды
- Орден Ленина (21.02.1945)[8];
- Орден Красного Знамени (01.08.1944), (03.11.1944), (15.11.1950)[8];
- Орден Кутузова I степени (04.06.1945)[8];
- Орден Кутузова II степени[6];
- Орден Отечественной войны I степени (17.05.1943)[8];
- Орден Красной Звезды (05.02.1939), (22.02.1944)[8];
- Медаль За боевые заслуги (11.04.1940)[8];
- Медаль «За победу над Германией в Великой Отечественной войне 1941—1945 гг.»[6];
- Медаль За оборону Москвы[6];
- Медаль За оборону Ленинграда[6];
- Медаль «За победу над Японией»[6];
- Медаль «В память 800-летия Москвы»[6];
- Юбилейная медаль «30 лет Советской Армии и Флота»[6].

## Основные работы
- В боях за Орёл: [сборник] / под ред. Таленского Н. А. — М.: Госполитиздат ОГИЗ, 1944. — 296 с.
- Великое сражение под Сталинградом / под ред. Таленского Н. А. — М.: Госполитиздат ОГИЗ, 1943. — 31 с.